# Serhij Pivněnko
Serhij Serhijovyč Pivněnko (ukrajinsky Сергій Сергійович Півненко, * 19. října 1984, Luhansk, Ukrajinská SSR, Sovětský svaz) je ukrajinský fotbalista a bývalý mládežnický reprezentant.